# سيبلا
سيبلا المحدودة (بالإنجليزية Cipla Limited)، هي شركة هندية متعددة الجنسيات للأدوية والتقنية الحيوية، ومقرها في مومباي، الهند. كما تملك مكاتب في الأتحاد الأوروبي في بلجيكيا ومقاطعة سري، وفي الولايات المتحدة، فلوريدا، ميامي كذلك في جنوب أفريقيا كيب تاون، مع مرافق لتصنيع في عدد من الولايات الهندية، غوا (أحد عشر مصنع)، بنغالور (مصنع واحد)، بادي «مدينة صناعية تقع في ولاية هيماجل برديش» (مصنع واحد)، إندور (مصنع واحد)، كوركومب (مصنع واحد)، باتالغانغا «مدينة صناعية في مومباي» (مصنع واحد)، سيكيم (مصنع واحد)، إلى جانب محطات ميدانية في نيودلهي، ومدينة بونه، وحيدر آباد، وكذلك في مدينة ديربان في جنوب أفريقيا. تهتم شركة سيبلا في المقام الأول في تطوير أدوية علاج أمراض القلب، والأوعية الدموية، والتهاب المفاصل، ومرض السكري، والسيطرة على الوزن والاكتئاب..
واعتبارًا من 17 سبتمر 2014، بلغ رأس المال السوقي لها 517 مليار ين ياباني (8.1 مليار دولار أمريكي) (7.7 مليار دولار أمريكي)، مماجعلها من ضمن أكبر 42 شركة في الهند من حيث القيمة السوقية.